# Höhbeck
Höhbeck is een gemeente in de Duitse deelstaat Nedersaksen. De gemeente maakt deel uit van de Samtgemeinde Gartow in het Landkreis Lüchow-Dannenberg.
Höhbeck telt 624 inwoners.
Höhbeck is bekend om een  archeologische site, waar vondsten zijn gedaan. Deze beslaan de periode van de Middensteentijd tot en met de Vroege middeleeuwen. Ter plaatse zijn informatiepanelen geplaatst.
- Gemeinsame Normdatei: 4383399-8
- Virtual International Authority File: 244266701

Bergen an der Dumme · 
Clenze · 
Damnatz · 
Dannenberg · 
Gartow · 
Göhrde · 
Gorleben · 
Gusborn · 
Hitzacker · 
Höhbeck · 
Jameln · 
Karwitz · 
Küsten · 
Langendorf · 
Lemgow · 
Lübbow · 
Lüchow · 
Luckau · 
Neu Darchau · 
Prezelle · 
Schnackenburg · 
Schnega · 
Trebel · 
Waddeweitz · 
Woltersdorf · 
Wustrow · 
Zernien